# Shari Bossuyt
Shari Bossuyt (Cortrique, 5 de septiembre de 2000) es una deportista belga que compite en ciclismo en las modalidades de pista y ruta.
Ganó una medalla de oro en el Campeonato Mundial de Ciclismo en Pista de 2022 y dos medallas de plata en el Campeonato Europeo de Ciclismo en Pista, en los años 2021 y 2023.

## Medallero internacional
| Campeonato Mundial | Campeonato Mundial      | Campeonato Mundial | Campeonato Mundial |
| Año                | Lugar                   | Medalla            | Competición        |
| ------------------ | ----------------------- | ------------------ | ------------------ |
| 2022               | Saint-Quentin (Francia) | Medalla de oro     | Madison            |
| Campeonato Europeo |                         |                    |                    |
| Año                | Lugar                   | Medalla            | Competición        |
| 2021               | Grenchen (Suiza)        | Medalla de plata   | Puntuación         |
| 2023               | Grenchen (Suiza)        | Medalla de plata   | Puntuación         |

## Palmarés
2020
- 3.ª en el Campeonato de Bélgica en Ruta

2021
- 1 etapa de la Watersley Womens Challenge

2022
- 2.ª en el Campeonato de Bélgica Contrarreloj

2023
- 1 etapa del Tour de Normandía